# Quinzième lycée de Belgrade
Le Quinzième lycée (en serbe cyrillique : Петнаеста гимназија ; en serbe latin :  Petnaesta gimnazija) est un établissement scolaire situé à Belgrade, la capitale de la Serbie, dans la municipalité urbaine de Rakovica. Il a été créé en 1991.